# Köpings IS
Köpings IS är ett idrottssällskap i orten Köping i Sverige. Köpings IS bildades 1910. Fotbollssektionen hann med flera säsonger i Sveriges näst högsta serie innan den bröt sig ur 1990 och bildade Köping FF tillsammans med Forsby FF. I bandy har klubben spelat 17 säsonger i Sveriges högsta division. Från och med säsongen 2013/2014 spelar Köpings IS:s bandylag i Division 1. Säsongen 2022/2023 kommer Köpings IS att spela i div. 1 mellersta. 2019 startade Köpings IS upp fotbollsverksamheten igen. Laget spelar för närvarande i division 6 - Västmanland.